# هشيش شائع
هشيش شائع (الاسم العلمي: Psathyrella vulgaris) هو نوع من الفطريات يتبع جنس الهشيش من الفصيلة الهشيشية[إخفاق التحقق] .